# همپتون (آرکانزاس)
همپتون (آرکانزاس) (به انگلیسی: Hampton, Arkansas) یک شهر در ایالات متحده آمریکا با جمعیت ۱٬۳۲۵ نفر است که در آرکانزاس واقع شده‌است.

## موقعیت جغرافیایی
موقعیت جغرافیایی شهرها و مناطق اطراف به شرح زیر است: